# 马尔科·席尔瓦
马尔科·亚历山大·萨赖瓦·达·席尔瓦，（葡萄牙語：Marco Alexandre Saraiva da Silva，1977年7月12日—），是一名前葡萄牙足球运动员，司职右后卫，現執教英超球隊富咸。
他的职业生涯主要在埃斯托里爾，在那里他曾作为球员及主教练，随后他在葡萄牙体育执教了一个赛季，带领球队赢得了2015年葡萄牙杯。

## 执教生涯

### 赫尔城
2017年1月5日，英格兰足球超级联赛球队赫尔城足球俱乐部宣布，马尔科·席尔瓦取代之前被解雇的麦克·费兰成为球队新一任主教练。

### 富勒姆
2022年5月2日，席尔瓦带领球队對上卢顿7-0的比賽大勝後，球隊贏得英格蘭足球冠軍聯賽冠軍。

## 榮譽

### 俱樂部
埃斯托里爾
- 葡萄牙足球甲级联赛冠軍：2011–12賽季

 體育CP
- 葡萄牙盃冠軍：2014–15賽季

 奧林匹亞科斯
- 希臘足球超級聯賽冠軍：2015–16賽季

 富勒姆
- 英格蘭足球冠軍聯賽冠軍：2021–22[2]賽季

### 個人
- 葡萄牙足球甲级联赛年度最佳教練：2011–12賽季